# Södra Lisselsjötjärnen
Södra Lisselsjötjärnen är en sjö i Hagfors kommun i Värmland och ingår i Göta älvs huvudavrinningsområde.